# ロケットに乗って
「ロケットに乗って」（ロケットにのって）は、日本のロックバンド、TRICERATOPSの3枚目のシングル。1998年1月21日 、エピックレコードジャパンよりリリース。 

## 内容
- 前作より3ヶ月でリリースされた。またアルバム『TRICERATOPS』の先行シングルとなった。
- 1999年9月8日、12cm化して再発された。

## 収録曲
1. ロケットに乗って (5:06)
TBS系『CDTV』オープニングテーマ。
2. 僕が欲しいもの (4:50)

全作詞・作曲：和田唱　編曲：TRICERATOPS

## カバー
ロケットに乗って
- 奥田民生 - トリビュート・アルバム『TRIBUTE TO TRICERATOPS』収録（2020年）